# Lock Out (film, 2012)
Ne doit pas être confondu avec Lock-out.
Pour plus de détails, voir Fiche technique et Distribution.
Lock Out ou Sécurité maximale au Québec (Lockout) est un film de science-fiction franco-américain écrit et réalisé par James Mather et Stephen St. Leger, en collaboration avec Luc Besson, sorti en 2012.
En 2016, le film est reconnu par les tribunaux français comme un plagiat du film New York 1997 de John Carpenter, sorti en 1981,,.

## Synopsis
En 2079, Émilie Warnock, la fille du président des États-Unis visite la prison spatiale « MS One », où sont détenus des criminels dangereux. Lors de cette visite, une mutinerie éclate et les prisonniers prennent le contrôle de la station spatiale.
Un ex-agent de la CIA, Snow, est envoyé sur place afin de sauver la jeune femme.

## Fiche technique
- Titre original : Lockout
- Titre français : Lock Out
- Titre québécois : Sécurité maximum / Sécurité maximale
- Réalisation : James Mather et Stephen St. Leger
- Scénario : Luc Besson, James Mather et Stephen St. Leger
- Direction artistique : Romek Delmata
- Décors : Oliver Hodge et Frank Walsh
- Costumes : Olivier Bériot
- Photographie : James Mather
- Montage : Camille Delamarre et Eamonn Power
- Musique : Alexandre Azaria
- Production : Marc Libert et Leila Smith
- Société de production : EuropaCorp
- Sociétés de distribution : EuropaCorp Distribution (France), Open Road Films (en) (États-Unis)
- Budget : 20 000 000 $[4]
- Pays de production :  France/ États-Unis
- Langue originale : anglais
- Format : couleur
- Genre : science-fiction
- Durée : 91 minutes
- Dates de sortie :
  - États-Unis, Canada : 13 avril 2012
  - France, Belgique : 18 avril 2012

## Distribution
|                                                                                              |  |  |
| Les acteurs américains Guy Pearce et Maggie Grace interprètent les rôles principaux du film. |  |  |

- Guy Pearce (VF : Philippe Valmont) : Marion Snow
- Maggie Grace (VF : Ingrid Donnadieu) : Émilie Warnock
- Vincent Regan (VF : Boris Rehlinger) : Alex
- Peter Stormare (VF : Bernard Métraux) : Scott Langral
- Joseph Gilgun (VF : Thierry Kazazian) : Hydell
- Lennie James (VF : Paul Borne) : Harry Shaw
- Peter Hudson (VF : Sylvain Clément) : le président Warnock
- Anne-Solenne Hatte : Kathryn
- Jacky Ido (VF : Frantz Confiac) : Hock
- Tim Plester (en) (VF : Hervé Rey) : Mace

Sources et légende : Version française (VF) sur RS Doublage et AlloDoublage

## Accueil

### Critique
Lock Out reçoit en majorité des critiques mitigées. Sur le site agrégateur de critiques Rotten Tomatoes, le film obtient un score de 37 % d'avis favorables, sur la base de 137 critiques collectées et une note moyenne de 4,97/10 ; le consensus du site indique : « Guy Pearce fait de son mieux avec ce qu'on lui a donné, mais Lockout est finalement trop dérivé et peu profond pour s'appuyer sur les nombreux thrillers de science-fiction desquels il s’inspire ». Sur Metacritic, le film obtient une note moyenne pondérée de 48 sur 100, sur la base de 32 critiques collectées.

### Box-office
- Box-office mondial : 28 726 964 dollars[4]

## Plagiat du filmNew York 1997
Le réalisateur américain John Carpenter a assigné en justice la société de production du film, EuropaCorp, estimant que Lock Out est un plagiat de son film New York 1997.
Le 7 mai 2015, le tribunal de grande instance de Paris condamne EuropaCorp à verser 20 000 euros à John Carpenter, 10 000 euros au scénariste original, et 50 000 euros à la société gérant les droits d’exploitation de New York 1997. Par la suite, EuropaCorp fait appel de cette décision.
Le 29 juillet 2016, la cour d'appel de Paris condamne EuropaCorp, le producteur Luc Besson ainsi que les coscénaristes et coréalisateurs James Mather et Stephen Saint-Léger à verser 100 000 euros de dommages et intérêts à John Carpenter, 40 000 euros à Nick Castle et 300 000 euros à Studiocanal,.